# 活け締め
活け締め（いけじめ）または活き締め（いきじめ、いきしめ）は、魚を漁獲した後の処理方法を指す日本語である。「〆」の字を用いて「活け〆」「活き〆」「活〆」などとも書く。活け締めの概念は必ずしも一様ではなく、辞書によっても異なる。
1. 活魚を麻痺させて素早く脳死状態とした後にさらに血抜きをし、鮮度を保つ方法[1][2]。
2. 活魚の輸送中に品質向上や死亡防止のため、数日間絶食させておくこと[3]。この意味の場合、活け越しとも言う[4]。
3. 生け簀に入れておいた魚を殺すこと。あるいはそうした魚[3]。

本項では1. の意味について述べ、以降は「活け締め」をこの意味でのみ用いる。
江戸時代初期の日本で開発された処理方法であり、日本国内に限っては伝統的技術として広く用いられてきた。また、和食文化の世界進出やインターネットの普及に伴う情報の波及性の高まりも手伝って、2010年代には広く世界に普及するようになり、漁業以外にスポーツフィッシングでも行われるようになった。活け締めは英語でも "ikejime" と呼ばれるようになり、英仏などでブランド化している。

## 概要

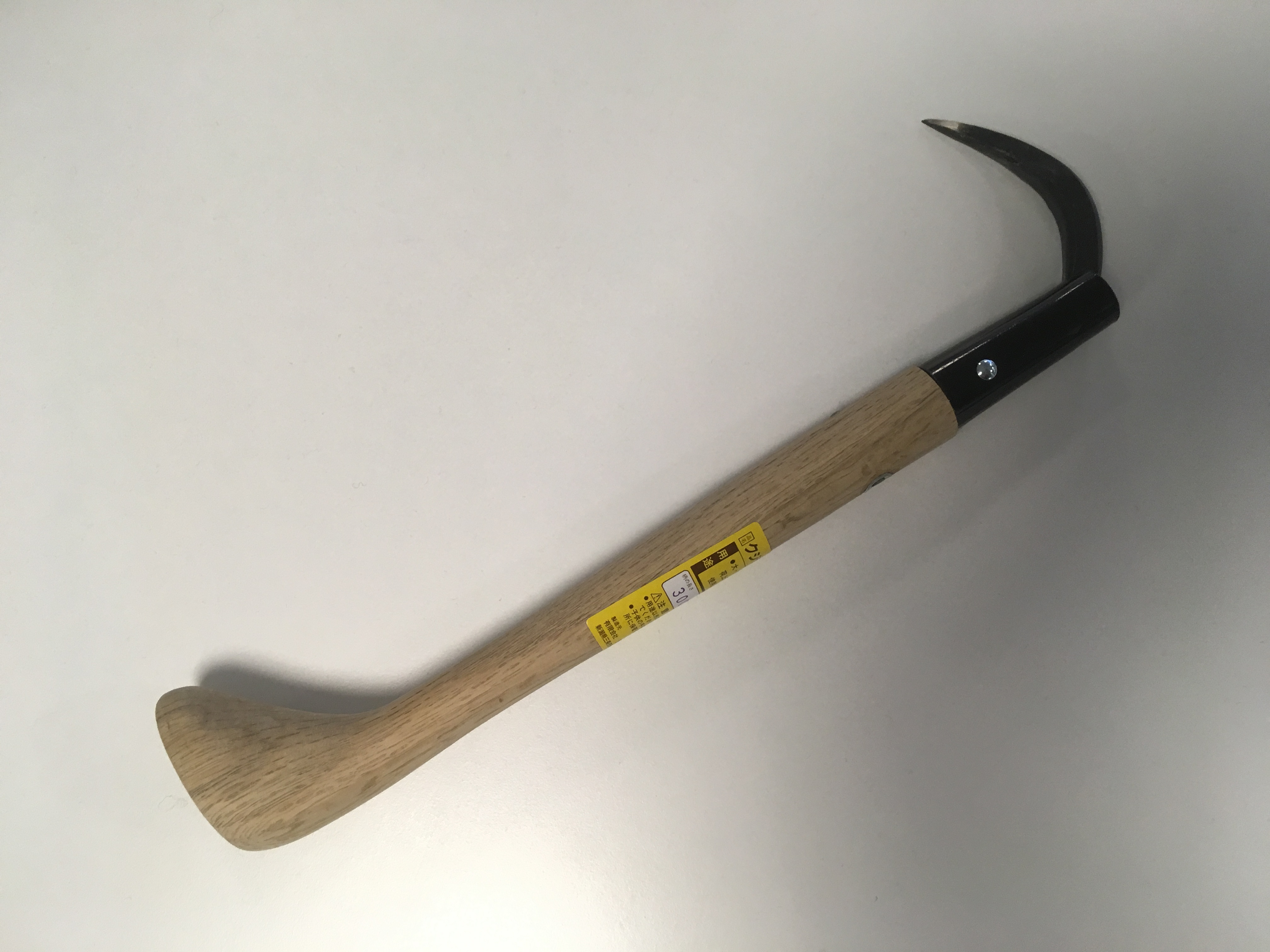
手鉤

魚を活け締めした場合、自然死させた場合と比較して長期間鮮度を保つことができ、また味も良くなる。活け締めの方法は魚により異なり、例えばヒラメやマダイでは目の後ろにある魚の急所に手鉤を打ち込み気絶させた後、延髄や尾の付け根に切れ目を入れその後血抜きする。マグロの場合、延髄に螺旋状の針を入れて神経を破壊し、さらに血抜きをして、エラと内臓を外して水の中に入れる。上手く活け締めが行われると、魚は鰭を一瞬跳ね上がらせた後、安静状態になり全ての動きを止める。
活け締めの効果に関しては以下のような説明がなされている。
- 魚は漁獲された後、体内のATP（アデノシン三リン酸）が、イノシン酸などのうま味の元となる物質に分解されるが、魚が暴れてATPが消費されるのを防ぐ[6]。
- 内出血によって起こる身の劣化を防ぐ
- 乳酸などの疲労物質が蓄積し味を劣化させるのを防ぐ[7]。
- 死後硬直を遅らせることで腐敗を抑制する[4][6]。
- 微生物の繁殖が起こりやすい血液を抜くことで繁殖を抑制する[6]。

アイヌには鮭の頭を棒で叩く伝統「イサパキクニ」があり、活け締めと同等の効果があるとされる。このため北海道では釣具店で木製バットや締め専用の金属バットが販売されている。

## 野締め
野締め（のじめ）も魚の処理方法を指すが、「活け締め」同様に意味するところは一つではない。
1. 漁獲後自然死させた魚。あるいは漁獲時に既に死んでいた魚[9]。この意味の場合、あがりとも呼ばれる。
2. 獲った魚を氷を入れた海水で穏やかに凍死させること[9]。この意味の場合、氷締めとも呼ばれる。前項とは異なり、凍死させることで魚に与えるストレスを軽減し、活け締めほどではないが同様の効果が得られる。大量に漁獲した際など、全ての魚を活け締めすることが困難な場合に多く用いられる[6]。活け締めの一手段としている場合もある[5]。
3. 野外で獲った魚をその場で殺すこと。あるいはそうした魚[10][11]。魚以外にも鳥獣に対しても用いられる。

すなわち野締めは活け締めと正反対の意味となること、ほとんど同じ意味とされること、全く別の意味となることのいずれもあり得ることとなる。